# Eriz
Eriz est une commune suisse du canton de Berne, située dans l'arrondissement administratif de Thoune.
Sur son territoire se trouve le réseau Siebenhengste-hohgant Hoehlensystem, l'une des plus longues cavités karstiques dans le monde.